# Сень (Бузет)
Сень (хорв. Senj) — населений пункт у Хорватії, в Істрійській жупанії у складі міста Бузет.

## Населення
Населення за даними перепису 2011 року становило 24 осіб.
Динаміка чисельності населення поселення:

## Клімат
Середня річна температура становить 13,22 °C, середня максимальна – 26,85 °C, а середня мінімальна – -1,54 °C. Середня річна кількість опадів – 1015 мм.
| Клімат поселення                              | Клімат поселення | Клімат поселення | Клімат поселення | Клімат поселення | Клімат поселення | Клімат поселення | Клімат поселення | Клімат поселення | Клімат поселення | Клімат поселення | Клімат поселення | Клімат поселення | Клімат поселення |
| Показник                                      | Січ.             | Лют.             | Бер.             | Квіт.            | Трав.            | Черв.            | Лип.             | Серп.            | Вер.             | Жовт.            | Лист.            | Груд.            |                  |
| Середній максимум, °C                         | 9,72             | 11,07            | 14,19            | 17,52            | 22,46            | 26,38            | 26,85            | 26,16            | 22,05            | 17,38            | 12,36            | 8,87             |                  |
| Середня температура, °C                       | 4,10             | 5,44             | 8,56             | 11,89            | 16,84            | 20,76            | 23,09            | 22,38            | 18,29            | 13,60            | 8,60             | 5,10             |                  |
| Середній мінімум, °C                          | −1,54            | −0,19            | 2,93             | 6,26             | 11,20            | 15,13            | 19,34            | 18,63            | 14,52            | 9,85             | 4,85             | 1,33             |                  |
| Норма опадів, мм                              | 73               | 59               | 73               | 81               | 75               | 87               | 60               | 88               | 95               | 118              | 113              | 93               |                  |
| Середньомісячна швидкість вітру, м/с          | 1.43             | 1.72             | 1.93             | 1.99             | 1.81             | 1.74             | 1.72             | 1.62             | 1.54             | 1.62             | 1.64             | 1.54             |                  |
| Середньомісячна сонячна радіація, кДж/м²·день | 4413             | 7316             | 10576            | 14982            | 19185            | 20915            | 21923            | 18818            | 13927            | 8903             | 4907             | 3685             |                  |
| --------------------------------------------- | ---------------- | ---------------- | ---------------- | ---------------- | ---------------- | ---------------- | ---------------- | ---------------- | ---------------- | ---------------- | ---------------- | ---------------- | ---------------- |
| Джерело:                                      |                  |                  |                  |                  |                  |                  |                  |                  |                  |                  |                  |                  |                  |